# Léna Meyer Bergner
Léna Meyer Bergner (Coburg, 25 de noviembre de 1906 - Basel, 23 de enero de 1981) fue una diseñadora y artista alemana. Fue estudiante de la Bauhaus en Dessau de 1926 a 1929, donde formó parte del Taller de Textiles y en 1930 obtuvo su diploma. Posteriormente realizó el examen oficial de tejedora en Glaujau (Saxonia) y una estancia en la Escuela Superior de Tintes de Sorau.

## Biografía
Después de atender a Lyceum y la escuela vocacional en Coburg, Lena Meyer Bergner estudió en la Bauhaus de 1926 a 1929. Durante este periodo ella completó un semestre externo en la Escuela Superior de Tintes de Sorau, y se convirtió en jefa del departamento de teñido de la Bauhaus. En 1931 se casó con el exdirector de la Bauhaus, Hannes Meyer.
A los 19 años comenzó en el Taller Textil de la Bauhaus, donde obtuvo conocimientos prácticos y artísticos. Estudió con Josef Albers, Wassily Kandinsky y Joost Schmidt. Sin embargo, fue en los cursos de teoría del color, impartidos por Paul Klee, donde adquirió conocimientos que fueron de gran resonancia en sus actividades y vida profesional. En referencia al curso de Klee, Bergner escribió: de la Bauhaus puso frente al colectivo una serie de cuestionamientos que tenían que ver con la técnica y las funciones del telar: “... el hilado textil era entonces la técnica más industrializada y de la que más partido podía sacar la Bauhaus”.
El caso de Léna Bergner no fue una excepción a tales cuestionamientos; a lo largo de su vida publicó diversos textos en los que presentó varias de las preocupaciones que desarrolló en la Bauhaus y otras instituciones. Señaló cómo, según el estandarte del textil como vehículo que comunica lo social, los productores germanoparlantes consideraban que los medios de expresión del diseñador textil eran las materias primas, los colores y los ligamentos, con los cuales serían capaces de ilustrar temas sociales a partir de la vivencia intensa de los problemas y sucesos. Bergner observó que el diseño textil y la gama de colores utilizados en un objeto mostraban el estado de la industria química de un país o la dependencia de este con otros países más avanzados, porque “de cuando en cuando la fluctuación de la vida económica en ciertos países prohíbe la utilización de ciertos materiales, aparecen sustitutos e influyen en la estructura de los textiles”.

## Vida en la URSS
En 1931 Bergner renunció a su trabajo de Directora Técnico Artista de la Ostpreußischen Handweberei (Textilera manual de Prusia Oriental) en Königsburg para viajar a Moscú y así unirse a la Brigada Roja de la Bauhaus liderada por Hannes Meyer y conformada por otras ocho personas entre colegas y alumnos.
Durante los años 1931-1936, trabajó en Moscú para la fábrica de tejidos más importante del país "Decorativtkan", con 650 trabajadores y con una producción anual de 3.500,000 metros de tejidos para muebles, cortinas, etc., donde tuvo la oportunidad de colaborar activamente en la creación de más de 40 dibujos.
Los medios de expresión de la diseñadora fueron la materia prima, los colores y los ligamentos, elementos que utilizó para ilustrar temas de la vida social. En sus trabajos soviéticos del primer plan quinquenal (1928-1932) donde estuvo los dos últimos años, se observa la seriedad del colorido en sus diseños a tono con la severidad del plan gubernamental, fue entonces en 1932 cuando realizó uno de sus más famosos diseños: El metro de Moscú.
Puede notarse un cambio en sus diseños, al pasar de abstracciones geométricas a esquemas folclóricos, ya que en el segundo plan quinquenal (1933-1937) el gobierno de Stalin hizo énfasis en la propaganda que tenía que ver con temas del embellecimiento de la vida socialista y se demandó una decoración con elementos florales y motivos del folclor.
En 1936, tras conflictos ideológicos Bergner junto a su esposo Hannes Meyer toman la decisión de viajar a Suiza, en su estancia se le dificultó encontrar empleo razón por la cual se centra en el diseño y producción de alfombras anudadas, trabajando desde casa. Sin embargo, debido al ascenso del fascismo en Europa, pronto tuvo que abandonar el país y en 1939 se instaló en México.

## Vida en México
Desde su llegada a México en 1939, como profesora y artista, Léna demuestra los ideales de la Escuela de la Bauhaus. Creó la identidad visual para un catálogo y exposición del Comité Administrador del Programa Federal de Construcción de Escuelas (CAPFCE). En 1945 realizó gráficas, estadísticas y mapas con la información de una exposición en el Palacio de Bellas Artes (Ciudad de México).
Fue comisionada por el gobierno para el desarrollo de un plan cuyo objetivo era enseñar técnicas textiles a los Otomíes en la región de Ixmiquilpan, sin embargo, nunca se culminó el proyecto. Luego se encargó del diseño de tipografía e imágenes en la primera edición de Construyamos Escuelas.
Bergner también participó con el Taller de Gráfica Popular, donde continuó su trabajo vernáculo, generando ilustraciones y publicaciones con apoyo de la recién inaugurada Estampa Mexicana. 